# Miluji jen tebe
Miluji jen tebe (také Tebe miluji) je ruský hraný film z roku 2004, který natočily Olga Stolpovská a Dmitrij Trojckij. V České republice byl snímek uveden v roce 2006 v rámci filmového festivalu Febiofest. Jako jeden z mála ruských filmů významněji tematizuje homosexualitu.

## Děj
Věra a Tim jsou úspěšní mladí lidé, kteří žijí v současné Moskvě. Jejich životy jsou naplněny nejen láskou, ale i „symboly“ moderního života v kapitalismu – přebytkem, stresem, konzumem a úzkostí. Vše se změní jednoho večera, kdy Tim nechtěně zraní Uloomjiho, mladého dělníka z Kalmycka. Uloomji je nespoutaný a velmi vyzývavý, je jiný než Timiho současná partnerka. Mezi muži záhy propukne vášnivý vztah. Věra jen s neochotou vstoupí do tohoto bizarního milostného trojúhelníku a snaží se pochopit změněné chování a touhy svého partnera. (oficiální text distributora)